# Château de Dieulouard

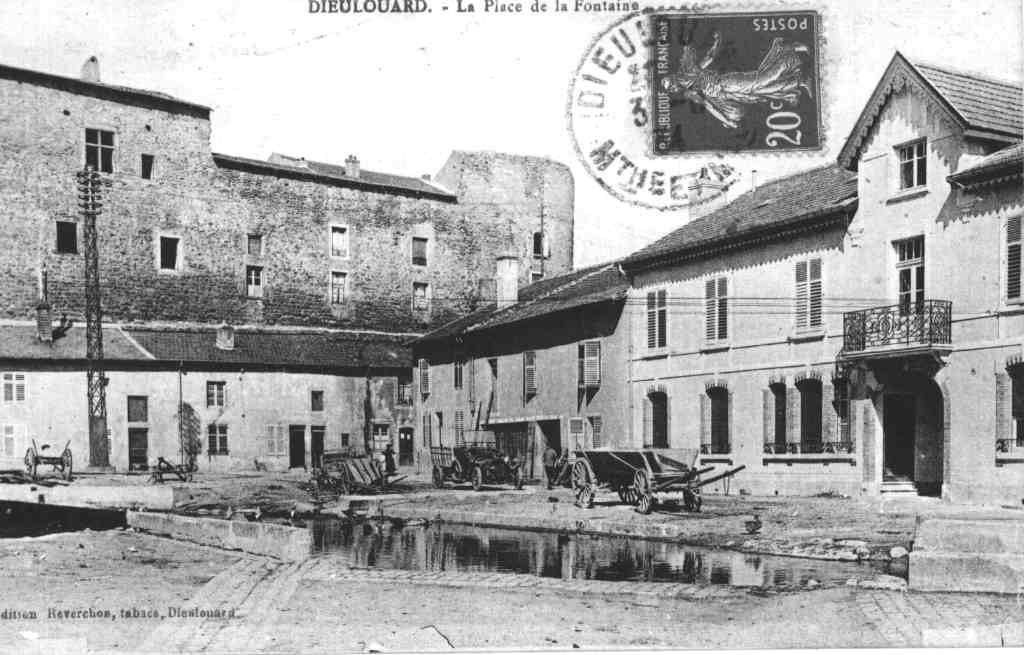
Le château de Dieulouard en 1924.

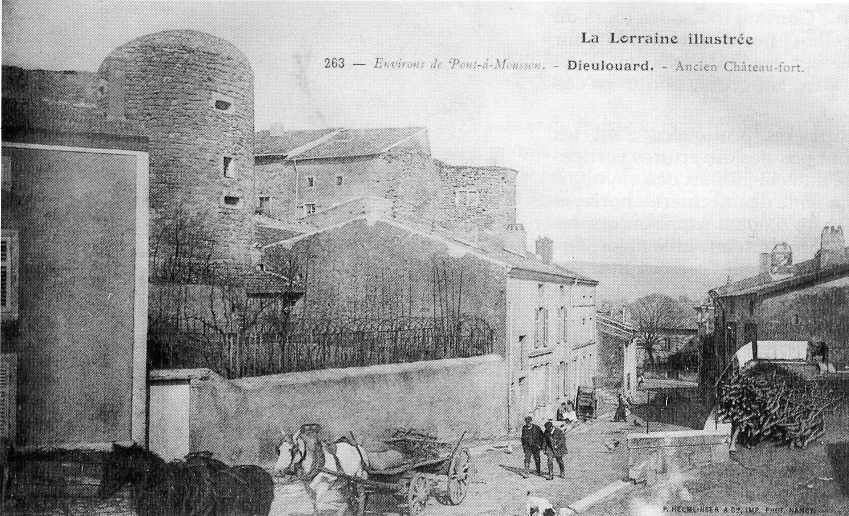
Le château de Dieulouard avant 1914.

Le château de Dieulouard — au Moyen Âge en lorrain « Deus lou wart » (Dieu le garde) — est un château fort construit vers la fin du Xe siècle à Dieulouard, près de Pont-à-Mousson, dans l'actuel département de Meurthe-et-Moselle.
Il fait l’objet d’une inscription au titre des monuments historiques depuis le 19 juin 1927.

## Historique
Le château de Dieulouard — à l'origine une simple maison forte — est l’héritier de la ville gallo-romaine de Scarpone, où la grande voie romaine de Lugdunum (Lyon) à Augusta Treverorum (Trèves) par Divodurum (Metz) traversait la Moselle. L'historien romain Ammien Marcellin parle de Scarpone et nous apprend que le consul romain Jovin y remporta en 366 une victoire sur les Alamans venus écumer la région.
C'est vers cette même époque (fin du IVe siècle) que fut construit à l'extérieur de la ville un castrum qui seul subsista après la destruction de Scarpone par Attila lors des invasions barbares du Ve siècle. 
Le château de Dieulouard a été construit en 997 par l'évêque de Metz, Adalbéron II, auparavant évêque de Verdun, pour protéger de leurs assaillants les habitants d’un nouveau village, établi à proximité des ruines de Scarpone. Il passa ensuite dans le temporel de l’évêque de Verdun, Heimon.
En 1028, les lettres patentes de l'empereur Conrad II le Salique accordées pour la fondation du prieuré de Gellamont, à proximité du château de Dieulouard, parlent du « Castrum quod dicitur Deus Louvart in pago Scarponensi in comitatu Richiani ». C'est le premier document authentique conservé concernant le château. 
Au XIIe siècle, les bourgeois de Toul perdirent une bataille assez considérable contre le comte de Vaudémont ; le château de Dieulouard fut pris deux fois par les Messins, qui le rasèrent. Reconstruite, la forteresse eut encore à subir, au fil du temps, de nombreux sièges par les Messins, Charles le Téméraire ainsi que par les Huguenots.
Siècle après siècle détruit et rebâti, brûlé puis restauré, le château devint au XIVe siècle une imposante forteresse, abritée derrière une façade rectiligne de 100 mètres de long tournée vers l’Est, avec une grande enceinte polygonale en demi-cercle datant du Xe siècle comportant sept tours circulaires et une tour carrée vers l’Ouest, des murailles crénelées, une porte fortifiée précédée d’un pont à bascule et d’un pont de pierre à quatre arches. L’ensemble, qui a été remanié au XVIe siècle est imbriqué au milieu de maisons adossées à ses murailles hautes de 20 mètres.
Dieulouard était à cette époque le siège d’une prévôté verdunoise comptant sept villages, terre évéchoise enfoncée comme un coin dans le duché de Lorraine, poste d’observation de l'évêque sur la vallée de la Moselle et de contrôle de son commerce fluvial, alors florissant.
En 1660, le château de Dieulouard fut écrêté et rendu inoffensif. Pendant la Révolution, il fut vendu comme bien national, partagé en lots pour loger une quinzaine de familles, qui percèrent de nouvelles fenêtres et aménagèrent des jardins.

## Valorisation du patrimoine
Il fallut attendre les années 1970 pour qu'une véritable réhabilitation soit entreprise avec la restauration du logis épiscopal et la création d’un musée gallo-romain. Installé dans le château, le Musée des Amis du Vieux Pays présente des objets provenant de l'ancienne cité gallo-romaine de Scarpone (bornes milliaires des empereurs Hadrien et Postumus), ainsi qu'une collection de verres de la Renaissance.